# Carl Georg von Sievers
Carl Georg Graf von Sievers (* 31. August 1814 in Bauenhof, heute: Bauņi, bei Wolmar, Livland; † 19. Juli 1879 in Wenden) war ein livländischer Gutsbesitzer und Archäologe deutsch-baltischer Herkunft.

## Leben und Werk
Carl Georg von Sievers gehörte der, in den Ostseeprovinzen verbreiteten Adelsfamilie Sievers an. Er war Sohn des Reichsgrafen Paul von Sievers (1773–1824) und der Offizierstochter Catharina von Günzel (1792–1845). Carl Georg wurde auf dem Gut Bauenhof in Livland, einem Besitz seiner Familie, am 31. August 1814 geboren. Durch seine Mutter war er ein Urenkel des Staatsmannes Jacob Johann Sievers.
Schon im siebten Lebensjahre verließ er das Elternhaus, um nacheinander in mehreren Privatanstalten, zuletzt im Gymnasium von Dorpat den wissenschaftlichen Bildungsgang aufzunehmen. Im Jahre 1831 entschied er sich jedoch für den Militärdienst, verließ die Armee aber bereits nach einigen Jahren und übernahm die Bewirtschaftung der familieneigenen Gutshöfe. Als seine Mutter verstarb, erbte er 1845 das weitläufige Rittergut Ostrominsky, heute Košķele, Bezirk Burtnieki.
Zwanzig Jahre später verkaufte er seine Ländereien und erwarb eine Villa nahe der Stadt Wenden. Die Landwirtschaft war dem intelligenten Grafen zu langweilig geworden. Von nun wollte er sich der geistigen Arbeit, vorzüglich auf dem Gebiete der Naturwissenschaften, zuwenden. Die Mittel zum Studium bot ihm eine bedeutende, im Laufe der Jahre gesammelte Bibliothek. Er korrespondierte mit vielen deutschen und livländischen Wissenschaftlern und wurde innerhalb weniger Jahre ein geachteter Archäologe.
Jeden Sommer ging er für Wochen auf Forschungsreisen. Oft nahm er sich eine Wohnung in nahe gelegenen Bauernhöfen und erkundete Livland nach allen Richtungen, selbst bis in die Provinz Estland drang er mit seinen Untersuchungen vor. Die von ihm bei Ausgrabungen gesammelten Gegenstände gehen in die Tausende, und bereichern die Museen in Berlin, Riga und Tartu. Eine bedeutende Sammlung wertvoller archäologischer Funde und der ganze schriftliche Nachlass werden in einer ständigen Sonderausstellung im Museum für Heimatkunde und Kunst Wenden/Cēsis präsentiert. 
Die Bedeutung des Grafen Sievers für die Wissenschaft lag in der außerordentlichen Energie, die er beim Forschen und Sammeln entwickelte. So beschäftigte er sich etwa mit heidnischen Opferbergen bei Roop und Hochrosen, Normannengräbern bei Ronneburg, Pfahlbauten im See von Arrasch und Grabungen am Burtnieker See (siehe Gräberfeld von Zvejnieki).
Graf Sievers gehörte verschiedenen gelehrten Gesellschaften an, so war er Mitglied der Naturforscher-Gesellschaft in Dorpat, Gesellschaft für Literatur und Kunst in Mitau, Gesellschaft für Geschichte und Alterthumskunde der Ostsee-Gouvernements und der Berliner Gesellschaft für Anthropologie, Ethnologie und Urgeschichte.

## Werke (Auswahl)
- Beiträge zur Geographie Heinrichs v. Lettland. Mitau 1875.
- Bericht über die im Jahre 1875 am Strante-See ausgeführten archäologischen Untersuchungen. Dorpat 1877.
- Bericht über antiquarische Forschungen im Jahre 1876. Dorpat 1881.